# Gonbad-e Kavus
Gonbad-e Kāvūs (in persiano  گنبد کاووس‎) è il capoluogo dello shahrestān di Gonbad-e Kavus, circoscrizione Centrale, nella provincia del Golestan. Aveva, nel 2006, una popolazione di 127 167 abitanti. La città è famosa per la sua torre-mausoleo in mattoni, alta 60 m, risalente alla dinastia ziyaride, eretta nel 1006 per ordine dell'emiro Qābūs b. Wushmgīr b. Ziyād.